# Татары-казаки в Сибирском казачьем войске
Татары-казаки в Сибирском казачьем войске — группа татар-мусульман в составе Сибирского казачьего войска.

## История
Служивые татары перешли в Сибирское казачье войско после того, как было завоевано Сибирское ханство в XVI веке. Впервые они появились в Тобольске, их численность составляла около 300 человек. Согласно некоторым источникам, они вели свой род от феодальной верхушки Сибирского ханства, и многие из них поступили на царскую службу, сохранив свои прежние права.
В конце XVI века из служилых татар были сформированы команды, сосредоточенные в Тобольске, Тюмени и Таре. Позже они появились в Томске, Кузнецке и Красноярске. В дальнейшем из представителей татарской аристократии был сформирован Сибирский Татарский казачий полк. 
В 1849 году Сибирский Татарский полк был переформирован. Теперь он формировался из татар бывшего Сибирского полка и управлялся непосредственно своим полковым командиром, которому были подчинены сотенные командиры шести сотен полка, а также станичные начальники, назначавшиеся командиром полка для управления станицами.
В 1869 году полк был упразднён.

## Численность
Как гласит «Расписание» Сибирского приказа 1737 года, в русских казачьих командах Тобольска было положено по штату 583 казака, в то время, как в татарских они должны были составлять 364 казака. Сто лет спустя приказ был изменен, теперь в Тобольском конном Сибирско-Татарском городовом казачьем полку числилось 1354 казака.
В 1855 году в Тобольском конном полку служило 1373 мусульмана (33,6% от общего числа), расселённых в Тобольском, Тюменском и Ялуторовском округах.
В 1914 году в этническом составе Сибирского казачьего войска татары составляли 0,81%.

## Роли
Согласно некоторым источникам, татары Сибирского казачьего полка выполняли роль проводников и переводчиков, охраняли границы. Также известно, что принимали участие в военных действиях против своих соплеменников, сторонников хана Кучума и его потомков, пожелавших восстановить Сибирское ханство.